# Najwa Alimi
()
Najwa Alimi (1994) è una giornalista e attivista afghana per i diritti umani.

## Biografia
Nata a Fayzabad, in Badakhshan, nel nord-est dell'Afghanistan, dopo la scuola nella regione natale, si è poi trasferita a Kabul per studiare chimica e giornalismo. Lavora come reporter per il canale televisivo afghano Zan TV - un'emittente televisiva di solo reporter ed redattrici donne - dove con i suoi reportage dà spazio a storie e voci rimaste inascoltate, mettendo in evidenza argomenti difficili, solitamente evitati da altri giornalisti (come la vulnerabilità sociale, la tossicodipendenza e la discriminazione). Insieme ad amiche gestisce un book café che offre a ragazze e ragazzi un ritrovo dove poter prendere in prestito libri e parlare liberamente.
Il lavoro di Najwa Alimi in Afghanistan consiste anche nell'informare l'opinione pubblica sulla situazione delle donne in Afghanistan, sul fatto che, nonostante sempre più donne stiano iniziando a lavorare, per molte di loro, le molestie e la mancanza di istruzione rimangono ancora i principali ostacoli. Dato il suo lavoro in un settore - quello del giornalismo - che per le donne afghane è considerato tabù, considera che i servizi giornalistici possono influenzare chi è responsabile di prendere decisioni e che il suo lavoro contribuisca a far sì che le donne in Afghanistan siano in grado di prendere decisioni migliori sul loro futuro.
()
Nel 2019 ha vinto il premio svedese Per Anger per il suo sostegno dei diritti umani e della libertà di parola.